# Pegomya constricta
Pegomya constricta este o specie de muște din genul Pegomya, familia Anthomyiidae, descrisă de Griffiths în anul 1982.
Este endemică în Texas. Conform Catalogue of Life specia Pegomya constricta nu are subspecii cunoscute.